# Tanja Nijmeijer
Tanja Nijmeijer (pronunciado /taña neiméyer/), también conocida como Alexandra Nariño, (Denekamp, Países Bajos, 13 de febrero de 1978) es una exguerrillera neerlandesa, miembro de las Fuerzas Armadas Revolucionarias de Colombia- Ejército del Pueblo (FARC-EP). Desde que descubrieron su diario en 2007, fue una de las líderes más destacadas de la FARC-EP hasta su desmovilización en 2016, y formó parte de la negociación en Cuba por los diálogos de paz entre el gobierno Santos y las FARC-EP. Está considerada junto a Victoria Sandino una de las abanderadas de esta guerrilla en la igualdad de género.
En enero de 2020, anunció que renunciaba al partido FARC al «ya no encajar» en la colectividad.

## Biografía
Nijmeijer nació en Denekamp en la provincia de Overijssel y estudió filología hispánica en la Universidad de Groninga. En 2000 radicó durante un año en Pereira, Colombia y en 2001 viajó por el país en la Caravana por la Vida para atraer la atención sobre la situación de los campesinos pobres en Colombia. Terminados sus estudios, en 2002 volvió a Colombia; aunque su familia y sus consejeros estudiantiles estaban en contra. Nijmeijer se incorporó a las FARC-EP con el pseudónimo Eillen (o Eileen o Ellen). Trabajó como intérprete y traductora, y también participó en combates.

### Diario de Tanja
El 18 de junio de 2007, en límites de los municipios colombianos de La Macarena y La Uribe, un comando de la Fuerza de Tarea Conjunta Omega llegó hasta el campamento en medio de la selva de Carlos Antonio Lozada, miembro del Secretariado de las FARC-EP. Tras una débil resistencia quedaron en medio de un improvisado campamento tres muertos y apenas el rastro de su comandante, quien huyó gravemente herido. Entre las cosas que encontró la fuerza pública en el campamento fue un diario de Tanja. En agosto se dio a conocer su diario a la opinión pública. En varios pasajes del diario Tanja criticó fuertemente a las FARC-EP y los comandantes. En diciembre del mismo año la comandancia de las FARC-EP declaró que se había aprehendido a Nijmeijer, y que será forzada participar en una película de propaganda de las FARC-EP en espera de su castigo definitivo.
Una investigación del Ejército Nacional mostró que Nijmeijer no era el único miembro europeo de las FARC-EP. El gobierno colombiano declaró querer traducir el diario de Nijmeijer y usarlo para disuadir otros europeos de incorporarse a las FARC-EP. El entonces Secretario de Relaciones Exteriores Fernando Araújo declaró que si lograba escaparse de las FARC-EP recibiría una amnistía y podría volver a los Países Bajos.
De igual manera se tenía información de una de las mujeres desmovilizadas que responde al nombre de Jennifer que Ellen está viva y que está bien; la desmovilizada busca supuestamente el contacto de la familia de la excompañera holandesa para dar pruebas de su situación.[cita requerida]

### Presunta muerte en 2010
El 23 de septiembre de 2010, medios de comunicación colombianos especularon que Nijmeijer habría muerto en el mismo campamento junto al abatido Jorge Briceño Suárez durante los bombardeos de la Operación Sodoma el 22 de septiembre de 2010. Pero posteriormente, Medicina legal anunció que el cuerpo no corresponde a la ciudadana holandesa.
El 9 de octubre de 2010, el presidente colombiano Juan Manuel Santos dio a conocer algunos detalles que contienen los computadores del Mono Jojoy, entre las que aparecieron fotografías de Nijmeijer y correos electrónicos del Mono Jojoy planeando enviarla a la Comisión Internacional de las FARC-EP.
Las autoridades colombianas determinaron que Nijmeijer era compañera sentimental del sobrino de Mono Jojoy, también militante de las FARC-EP. Agregaron que Nijmeijer estaba instruyendo en ciencias políticas a los frentes del Bloque Oriental de las FARC-EP.

### Video de agosto de 2010
El 3 de noviembre de 2010 la cadena holandesa Radio Netherlands divulgó un video grabado en agosto por Jorge Enrique Botero, en el que entrevistaron a Nijmeijer y decía que no quería ser rescatada y que deseaba permanecer en las FARC-EP:

"Y si el ejército colombiano y el gobierno colombiano todavía creen y tratan de divulgar que yo estoy aquí secuestrada, pues, que vengan a rescatarme. Y nosotros los recibimos acá. Con AK, con .50, con minas, con morteros, con de todo".

" [...] que soy guerrillera de las Fuerzas Armadas Revolucionarias de Colombia y que en eso no hay reversa".

### Acusaciones de Estados Unidos
El 14 de diciembre de 2010, Nijmeijer y otros 17 guerrilleros fueron acusados por un Gran Jurado Federal en la ciudad de Washington D. C., Estados Unidos bajo cargos de secuestro. El juez determinó que Nijmeijer y las otras 17 personas participaron en el secuestro de Thomas Howes, Keith Stansell y Marc Gonsalves en febrero del 2003. Los tres estadounidenses fueron secuestrados por miembros de las FARC-EP. Para los fiscales norteamericanos, Nijmeijer y los otros estaban en "concierto para secuestrar y retener a los estadounidenses". Los norteamericanos fueron rescatados en julio de 2008 durante la Operación Jaque. Según los fiscales, los secuestrados fueron "torturados, amenazados de muerte, objeto de todo tipo de maltratos" y que las FARC-EP los "usaba como carta de negociación para lograr que el gobierno le entregara una zona desmilitarizada". Nijmeijer sería pedida en extradición por el gobierno de los Estados Unidos en caso de ser capturada.

### Negociadora en el Proceso de Paz adelantado en Oslo
El 14 de octubre del 2012, se conoció que las FARC-EP la incluyeron en su equipo de negociadores en el diálogos de paz entre el gobierno Santos y las FARC-EP concluidas de manera exitosa en 2016. La holandesa se encontraba en La Habana (Cuba), con el número dos de las Fuerzas Armadas Revolucionarias de Colombia- Ejército del Pueblo (FARC-EP), Iván Márquez. Tanja está considerada junto a Victoria Sandino una de las abanderadas en el tema de igualdad de género, luchando para incorporar la igualdad de género en los Acuerdos de paz.

### Renuncia al partido FARC
En enero de 2020 anunció su renuncia al partido FARC en un mensaje a sus compañeros de armas señalando que "cuando se lleva años en un espacio sin sentirse sintonizada con lo que se decide, discute o planifica, es hora de partir antes de convertirse en obstáculo".
En diciembre de 2021 obtuvo el Magíster en Interculturalidad, Desarrollo y Paz Territorial de la Pontificia Universidad Javeriana.
Para ganarse la vida tras su desmovilización dicta cursos de inglés en línea. Todavía está en la lista roja de Interpol por haber servido de traductora a los soldados estadounidenses capturados por las FARC-EP y no puede salir de Colombia.